# Ozalid

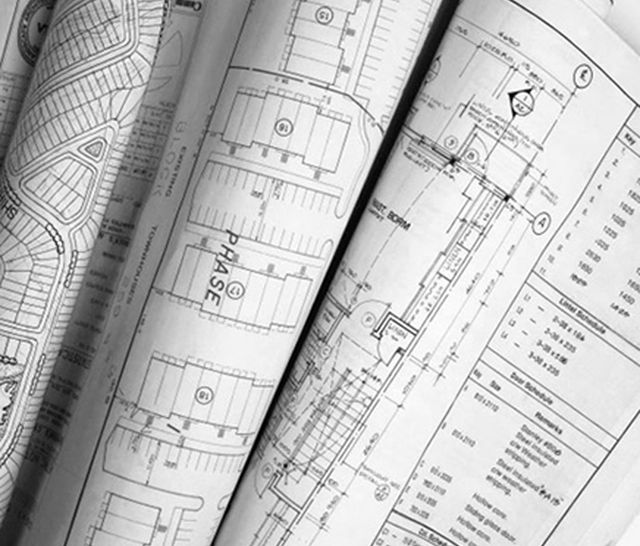
Copias heliográficas sobre papel Ozalid

Ozalid es la marca registrada  de un tipo de papel que se utilizaba para las pruebas de impresión en el procedimiento ófset monocromo clásico. La palabra "Ozalid" es un anagrama de "diazol" nombre de la sustancia que la empresa "Ozalid" emplea para fabricar este papel.

## Proceso
A través de un proceso químico que utilizaba el amoniaco como revelador, después de la exposición inicial a la luz ultravioleta, este papel permitía reproducir la imagen de una fotolitografía original en blanco y negro (o "negativo"), de un papel vegetal u otro tipo de soporte transparente. El sistema ahorraba la utilización de complejos procesos de impresión ófset. Constituyendo la prueba de impresión en "Ozalid" la última prueba (para corrección) de un trabajo antes de ser impreso, es decir, antes de la insolación de la placa a ser montada en las máquinas offset para la impresión final.

## Fin de ciclo
Con la introducción, en los primeros años del siglo XXI, del sistema CTP. (Computer to Plate), que imprime directamente la placa de ófset sin emplear la fotolitografía, el papel Ozalid desapareció prácticamente siendo sustituido por las impresiones digitales.